# Santa Rosa del Monday
Santa Rosa del Monday è un centro abitato del Paraguay, nel Dipartimento dell'Alto Paraná. Forma uno dei 20 distretti del dipartimento.

## Popolazione
Al censimento del 2002 Santa Rosa del Monday contava una popolazione urbana di 1.569 abitanti (11.287 nel distretto).

## Caratteristiche
La località è stata fonfata dal colono di origine brasiliana Oscar Muxfeldt; le principali attività economiche del territorio sono l'agricoltura e, in misura minore, l'allevamento.